# Tân Dân, Đức Thọ
Tân Dân là một xã thuộc huyện Đức Thọ, tỉnh Hà Tĩnh, Việt Nam.

## Địa lý
Xã Tân Dân nằm ở trung tâm huyện Đức Thọ, có vị trí địa lý:
- Phía đông giáp xã An Dũng và xã Lâm Trung Thủy
- Phía tây giáp xã Hòa Lạc
- Phía nam giáp xã Đức Đồng
- Phía bắc giáp thị trấn Đức Thọ và các xã Bùi La Nhân, Tùng Ảnh.

Xã Tân Dân có diện tích 17,22 km², dân số năm 2018 là 7.395 người, mật độ dân số đạt 429 người/km².

## Lịch sử
Địa bàn xã Tân Dân hiện nay trước đây vốn là hai xã Đức Long và Đức Lập thuộc huyện Đức Thọ.
Trước khi sáp nhập, xã Đức Long có diện tích 9,99 km², dân số là 4.838 người, mật độ dân số đạt 484 người/km². Xã Đức Lập có diện tích 7,23 km², dân số là 2.557 người, mật độ dân số đạt 354 người/km².
Ngày 21 tháng 11 năm 2019, Ủy ban Thường vụ Quốc hội ban hành Nghị quyết số 819/NQ-UBTVQH14 về việc sắp xếp các đơn vị hành chính cấp xã thuộc tỉnh Hà Tĩnh (nghị quyết có hiệu lực từ ngày 1 tháng 1 năm 2020). Theo đó, sáp nhập toàn bộ diện tích và dân số của hai xã Đức Lập và Đức Long thành xã Tân Dân.